# Sergej Kostarev
Sergej Vladimirovič Kostarev (in russo Сергей Владимирович Костарев?; 25 marzo 1966) è un ex schermidore sovietico, vincitore di una medaglia di bronzo nella scherma ai giochi olimpici.